# زوزانا نریسووا
زوزانا نُریسووا (اسلواکی: Zuzana Norisová؛ ‏ ۲۴ ژانویه ۱۹۷۹) بازیگر و خواننده اهل اسلواکی است. وی خواهر سونیا نُریسووا است.
از فیلم‌ها یا مجموعه‌های تلویزیونی که وی در آن‌ها نقش داشته‌است، می‌توان به سه برادر اشاره نمود.